# La Côte (Haute-Saône)
La Côte é uma comuna francesa na região administrativa de Borgonha-Franco-Condado, no departamento de Alto Sona. Estende-se por uma área de 6,93 km². Em 2010 a comuna tinha 531 habitantes (densidade: 76,6 hab./km²).